# Karl Barth
Karl Barth, född 10 maj 1886 i Basel, död 10 december 1968 i Basel, var en schweizisk reformert teolog, med mycket stort inflytande över 1900-talets teologi. 
Påverkad av bland andra Martin Luther, Johannes Calvin och Søren Kierkegaard och i motsättning till Friedrich Schleiermacher och liberalteologin avvisade Barth tanken på en "naturlig" väg till Gud, vare sig genom religion, politik eller något annat mänskligt företag. Teologin och det kristna vittnesbördet måste över huvud taget ta sin utgångspunkt i det goda budskapet om Guds Ord (se kerygma) och självuppenbarelse i Jesus Kristus. Barths viktigaste verk på över 9 000 sidor är Kirchliche Dogmatik ('Kyrklig dogmatik', 1932–67, KD), som trots sitt omfång (fyra band, tretton delar) inte blev fullbordat. Barth räknas som den viktigaste representanten för dialektisk teologi.

## Liv

### Teologisk utbildning i liberalteologins efterföljd
Barth föddes 1886 som förste son till teologiprofessorn Fritz Barth (1856–1912) och Anna Katharina Barth (1863–1938, född Sartorius). Han hade två bröder, Peter och Heinrich, och två systrar, Katharina och Gertrud.
Sin barndom tillbringade Karl Barth i Bern, där hans far sedan 1891 innehade en universitetsprofessur i kyrkohistoria och nytestamentlig exegetik.
Från 1904 till 1908 studerade Barth protestantisk teologi i Bern, Berlin, Tübingen och Marburg. Bland lärarna fanns Adolf von Harnack, den mest betydelsefulle företrädaren för liberalteologi i det tyska kejsardömet, och Willhelm Herrmann, en särpräglad företrädare för nykantianism i Albrecht Ritschls efterföljd. Efter ett kort församlingsvikariat i den lilla alpstaden Porrentruy i nordvästra Schweiz, begav sig Barth åter till Tyskland och Marburg för att studera Immanuel Kant och Friedrich Schleiermacher, som starkt hade präglat 1800-talets protestantiska teologi. Under denna tid arbetade han som hjälpredaktör för Christliche Welt, en protestantisk tidskrift, utgiven av Martin Rade (1857–1940).
1909 blev Karl Barth hjälppräst i den tysktalande församlingen i Genève. Där kom han att lära känna och förälska sig i sin senare hustru Nelly Hoffmann (1893–1976), tidigare Barths konfirmand och en begåvad violinist. De gifte sig 1913. Under sin tid som präst i Safenwil (1911–1921), en bonde- och arbetarförsamling i norra Schweiz, började Barths egen teologi att mogna. Konfronterad med de sociala problemen på plats, engagerade han sig för sin församlings arbetare och deltog i upprättandet av den lokala fackföreningen. Genom sin livslånga vän Eduard Thurneysen kom han i kontakt med de då mest framträdande religiösa socialisterna i Schweiz, Hermann Kutter och Leonard Ragaz. 1915 besökte han dessutom Christoph Blumhardt, som gjorde ett djupt intryck på honom och starkt präglade hans eget tänkande. Kort därefter inträdde Barth i Socialdemokraterna och företrädde där ståndpunkterna i Zimmerwaldkonferensens manifest. Barth var en kristen socialist.

### "Guds-Ord-teologins" uppbrott
Utifrån predikans praktiska problem kände Barth allt starkare av otillräckligheten i sin teologiska utbildning. Han frågade sig vad han över huvud taget hade att säga till människorna som kunde vara dem till hjälp. Han studerade nu på nytt Bibeln, framför allt Romarbrevet av Paulus. Han hade därvid ett utbyte med Thurneysen och skrev till exempel till honom:
| ” | I Romarbrevet kämpar jag...med klippblocken 3:20 ff. Vad är allt det som gömmer sig därbakom! ... Paulus - vad måste det ha varit för en människa, och vad måste de ha varit för människor som han kunde låta ana dessa lapidariska ting så, med några få invecklade ord! ... Om vi bara hade vänt om till Bibeln tidigare så att vi nu hade fast mark under fötterna! | „ |
| – | |   |

Barth fann inte någon hjälp med att förstå denna text bland sina liberala lärare, utan bland "biblicister" som August Tholuck, den danske existentialisten Søren Kierkegaard och reformatorerna Martin Luther och Johannes Calvin. Först nu upptäckte och erfor han det levande Gudsordet i och från Bibeln. När ett förlag i Bern 1919 lät publicera hans Romarbrevsutläggning, fann den ett enormt eko och ett entusiastiskt gensvar. Läsare som Emil Brunner, senare Barths teologiske medkämpe, återfann här med nya ord den reformatoriska Guds-, människo- och trosförståelsen. Emellertid påbörjade Barth redan 1920 en nybearbetning, som utkom 1922. Hans "Romarbrev"-kommentarer gjorde den schweiziske byprästen vida känd och markerade i teologihistorien ett nytt uppbrott i form av en dialektisk "Guds-Ord-teologi".
Barth kallades 1921 som honorärprofessor till en för honom inrättad lärostol vid Göttingens universitet. Han var inte förberedd för en akademisk lärartjänst. Genom intensiva teologiska studier lyckades det honom emellertid att med kort varsel framställa användbara föreläsningsmanuskript. Så tilldelade Münsters universitet "på grund av hans mångfaldiga bidrag till revisionen av den religiösa och teologiska frågeställningen" redan 1922 honom den första hedersdoktorsgraden. 1925 följde Barth deras kall och blev ordinarie professor för systematisk teologi i Münster. 1924 hade han lärt känna Röda Korset-systern och den teologiskt intresserade Charlotte von Kirschbaum (1899–1975). De blev förälskade. 1929 flyttade hon in i familjen Barths hus och understödde honom hädanefter som språk- och sakkunnig medarbetare vid författandet av flera verk. Situationen i Barths hem blev svår ända till Kirschbaums död.
Under sin lärartjänst skrev Barth ytterligare bibliska kommentarer och sina första systematiska bidrag. 1930 kallades han till Bonn. Där utkom 1931 Fides quaerens intellectum ("Tro som söker förståelse"), hans bok om Anselm av Canterburys ontologiska gudsbevis. Även om han själv ansåg det som ett av sina viktigaste verk blev det knappt känt. Samma år gick han med i tyska Socialdemokraterna (SPD) för att tydliggöra sin oppositionella hållning gentemot överstatlighet och nationalism. 1932 utkom det första delbandet av Kyrklig dogmatik (Kirchliche Dogmatik), Barths huvud- och livsverk.

### "Bekännelsekyrkans" medgrundare och följeslagare
Nazismens maktövertagande förändrade Barths livs- och arbetsfokus. Sommaren 1933 grundade han tillsammans med Thurneysen tidskriften Theologische Existenz heute! ("Teologisk existens idag!"). I den första utgåvan stod det:
| ” | Det avgörande som jag idag försöker säga angående dessa sorger och problem...består helt enkelt däri att jag här i Bonn med mina studenter...som förut och som om inget hänt försöker ägna mig åt - kanske i lätt förhöjd ton, men utan direkta åberopanden - teologi och endast teologi. | „ |
| – | |   |

Barth har senare ansett att detta var felaktigt eftersom det hade varit nödvändigt med ett samlat kyrkligt motvärn gentemot Adolf Hitler. Försöket att ideologiskt och organisatoriskt likrikta den evangeliska kyrkan stötte snart på motstånd från en protestantisk minoritet. Barth blev teologisk lärare i den nyss uppkomna Bekännelsekyrkan. På dess första bekännelsesynod 31 maj 1934 författade han på egen hand den berömda Barmendeklarationen, idag en av Tysklands evangeliska kyrkas (EKD) officiella bekännelser, som enstämmigt antogs av 139 företrädare från 18 kyrkodistrikt. Den blev den teologiska basen för ett kyrkligt motstånd mot statligt övertagande. Dess sex teser och antiteser sammanfattade koncentrerat Barths teologiska arbete så långt. Den första tesen, som lägger grunden för de övriga, lyder:
| ” | (Joh 14:6; Joh 10:1, 9) Jesus Kristus, såsom han omvittnas för oss i den heliga skrift, är det enda Guds Ord som vi måste höra till, som vi måste lita på och lyda i liv och död. - Vi förkastar den falska lära, som om kyrkan kunde och var tvungen att tillkännage som källa till sin förkunnelse också andra händelser och makter, gestalter och sanningar, utanför och vid sidan av detta enda Guds Ord. | „ |

Barth valdes tillsammans med Martin Niemöller, Karl Immer und Hermann Albert Hesse in i Riksbroderrådet, Bekännelsekyrkans ledningsgrupp. Dessa fyra trädde emellertid tillbaka från sina poster redan i november 1934, efter det att Broderrådet tillsammans med de "intakta" regionkyrkorna från Hannover, Würtemberg och Bayern insatte den provisoriska kyrkoledningen som en andra ledningsgrupp för Bekännelsekyrkan. Efter att ledningsfrågan klargjorts på Bekännelsesynoden i Augsburg trädde åter Niemöller, Immer och Hesse in i Broderrådet, dock inte Barth. Han hade under tiden förlorat sin professur i Bonn sedan han vägrat avlägga ed till führern, och hade flyttat till Basel. Han var endast beredd att avlägga eden med tillägget: "...så vitt jag som evangelisk kristen kan ansvara för den." 
På den andra Bekännelsesynoden i Berlin-Dahlem i oktober gick han till starkt angrepp mot de kristnas tystnad gentemot statens judeförföljelser och andra rättsbrott. Därför var han tvungen att återvända till Schweiz 1935. Han blev professor i systematisk teologi i Schweiz, där han verkade till 1962. Han skulle emellertid "alltid betrakta Bekännelsekyrkans sak som sin egen sak och följa dess fortsatta gång, hur den än må gestalta sig, såsom kristna från när eller fjärran skall följa sin Herres sak." Detta gjorde han från 1938 till 1945 genom talrika föredrag, brev och inlagor till olika myndigheter, till exempel angående emottagandet av från Tyskland flyende judar. Dessa texter publicerades senare som Eine Schweizer Stimme ("En schweizisk röst").
Barths teologiska inblandning i politiken blev nu allt mer konkret. Som gästdocent i Aberdeen förklarade han våren 1938:
| ” | Det finns under omständigheter en inte bara tillåten, utan en från Gud fordrad resistens mot den politiska makten, en resistens, vid vilken det då också under omständigheter kan handla om att sätta våld mot våld. På annat sätt kan ju motståndet mot tyranniet, förhindrandet av att oskyldigt blod blir utgjutet, kanske inte genomföras. | „ |
| – | |   |

Inför det hotade Tjeckoslovakien fordrade han i september 1938 i ett brev till Josef Hromádka (1889–1969), dekan vid Prags evangelisk-teologiska fakultet:
| ” | Varje tjeckisk soldat som då strider och lider gör det också för oss, och, jag säger det idag utan förbehåll: han gör det också för Jesu Kristi kyrka, som i Hitlers och Mussolinis omgivning endast kan hemfalla, antingen till åtlöje eller till utrotning. | „ |
| – | |   |

Detta brev offentliggjordes i Prags press och skapade mycket vrede i Tyskland, men också bland Europas pacifister. Barth skrev därom 12 år senare:
| ” | I Hromádka-brevet från 1938 har jag - för trons skull - kallat till väpnat motstånd mot Hitlers väpnade hot och aggression som då ägde rum. Jag är ingen pacifist och jag skulle idag åter göra samma sak i samma situation. Den dåvarande fienden till den tjeckiska och europeiska friheten bevisade genom dådet de dagarna och har därefter alltjämt bevisat att dess våld endast kunde mötas med våld. | „ |
| – | |   |

Barth upplevde således Storbritanniens uppträdande vid konferensen i München 1938 som en stor besvikelse. På grund av detta lät han utbilda sig till soldat. Hans elev Dietrich Bonhoeffer deltog utifrån Barmendeklarationen i motståndet mot nazismen. Barth har senare bejakat dennes försök på tyrannmord, även om avrättningen av Bonhoeffer kort före krigsslutet berörde honom djupt.

### Kamp för försoning och mot restauration och upprustning efter 1945
1945 blev Barth medlem i Nationalkomitee Freies Deutschland ("Nationalkommittén för ett fritt Tyskland"), där antifascister, socialdemokrater och exilkommunister arbetade på en socialistisk nyordning för hela Tyskland. Han gick då in för en omfattande försoning med tyskarna och beskrev i "Die Deutschen und wir" ("Tyskarna och vi") Guds ställning till detta folk med orden:
| ” | Kom hit till mig, ni osympatiska, ni onda Hitlerpojkar och -flickor, ni brutala SS-soldater, ni elaka gestaposkurkar, ni sorgliga kompromissare och kollaborationister, ni alla i mänskoflocken, som nu så länge lydigt och snällt har vandrat bakom er så kallade Führer! Kom hit till mig, ni skyldiga och medskyldiga, som nu måste vederfaras vad era gärningar är värda! Kom hit till mig, jag känner er väl; men jag frågar inte, vem ni är och vad ni har gjort; jag ser bara att ni står vid slutet och vare sig ni vill eller inte måste börja från början; jag vill vederkvicka er, just precis med er vill jag nu på nytt börja från noll! | „ |
| – | |   |

På så vis kämpade Barth i efterkrigstiden mot hämnd och hat och propagerade för en kristen solidaritet med de besegrade tyskarna. Därtill deltog han på viktiga kyrkomöten, till exempel på världskyrkokonferensen i Amsterdam 1948, där han höll huvudföredraget "Die Unordnung der Menschen und Gottes Heilsplan" ("Människans oordning och Guds frälsningsplan"):
| ” | Att mitt i denna oordning visa på Guds rike som ett rättfärdighetens och fridens rike, det är kyrkans profetiska uppdrag: det är uppdraget i hennes politiska väktarämbete och sociala samaritertjänst. | „ |
| – | |   |

Han blev akademiskt rehabiliterad och höll sedan 1946 åter gästföreläsningar i Bonn och Münster. Parallellt med det fortsatte han sitt teologiska arbete och skrev vidare delband av den "kyrkliga dogmatiken", framför allt "läran om skapelsen" (KD III) och "läran om försoningen" (KD IV). Samtidigt iakttog han uppmärksamt tidsskeendet och kritiserade tidigt återupprättandet av statskyrkliga förhållanden i Västtyskland. Så kompletterade han tillsammans med Hans Joachim Iwand EKD:s (Tysklands evangeliska kyrka) okonkreta skuldbekännelse, Stuttgartdeklarationen, med en mer konkret bekännelse av kyrkans misslyckande under kejsartiden och Weimartiden. I detta Darmstädter Wort ("Ordet i Darmstadt") från 1947 betecknade Barth marxismen som en rättmätig påminnelse för de kristna på de dödas uppståndelse och Gudsrikets dennasidighet. Nu kämpade han energiskt mot den kristna antikommunismen i det begynnande kalla kriget och höll fast vid visionen av en demokratisk socialism.
Barth deltog också aktivt i kampen mot de båda tyska delstaternas återupprustning, men särskilt mot upprustningen av atomvapen, vars drivande kraft NATO han gick till starkt angrepp mot på Volkstrauertag ("Hågkomstens dag") 1954. På långfredagen 1957 manade han världens folk att resa sig mot den hotande kärnbeväpningen i båda blocken, och i januari 1958 uppmanade han kyrkorna till en blocköverskridande trosbekännelse mot alla massförstörelsevapen. Han såg dessa liksom den totalitära Hitlerstaten som ett angrepp på den kristna trons grundsubstans. Gentemot detta angrepp måste kyrkan, liksom efter 1933, entydigt och oöverhörbart säga nej.

### De sista åren
1962 reste Barth genom USA där han bland annat höll föredrag vid University of Chicago och Princeton Theological Seminary. Han träffade där bland annat Billy Graham och Martin Luther King, vars gudstjänst i universitetskapellet den 29 april 1962 han deltog i.
1963 bjöds han av Vatikanen in till det andra Vatikankonciliet, för att delta som observatör, men var tvungen att tacka nej på grund av sjukdom. 1966 reste Barth till Rom och träffade påven Paulus VI och kardinal Alfredo Ottaviani för långa teologiska samtal. Om detta berättade han i sitt verk Ad limina Apostolorum. Han kritiserade skarpt det katolska inordnandet av judendomen som en "religion bland andra religioner" såväl som förbigåendet av islam och manade redan då till en påvlig skuldbekännelse för korstågen och inkvisitionen.
Flera operationer och långa sjukuppehåll avbröt Barths vidare arbete med den "kyrkliga dogmatiken" så att verket förblev ofulländat. Ändå arbetade han in i det sista med föredrag i Basel.
Den 8 december, den andra söndagen i Advent, 1968, tillbringade Barth med sin fru och besökte också, såsom de brukade om söndagarna, Charlotte von Kirschbaum på vårdhemmet. Den 9 december arbetade han dagen igenom på ett föredrag och talade i telefon på kvällen med Eduard Thurneysen, sin vän och kollega sedan 60 år. Nästa morgon tänkte hans fru väcka honom med Mozarts musik, men han gick inte att väcka. Han hade oförmärkt insomnat någon gång under natten, och låg nu som om han ännu sov, med händerna knäppta efter aftonbönen, med Mozarts musik i bakgrunden.

## Teologi
Det råder ganska stor oenighet vad gäller att periodisera Karl Barths teologiska utveckling. Brottet med liberalteologin placeras relativt enhälligt i början av första världskriget. I övrigt kan man följa den enkla indelning som konstaterar en dialektisk dominans från och med brottet med liberalteologin, intensifierad från Första Romarbrevskommentaren 1919, fram till cirka 1927–1931, och en analogisk dominans därefter med kulmen i KD.
Vad gäller Barths dialektiska teologi är det viktigt att betona dels mångsidigheten i hur han använder begreppet dialektik och att han på inget sätt upptäcker en ny teologisk metod i och med dialektiken. Den kristna traditionens mest betydelsefulla teologer har på olika sätt varit dialektiska i metod och resultat, till exempel Augustinus, Thomas av Aquino och Martin Luther, och i Bibeln har de en god grund att vara det.

### Dialektisk teologi
Barths dialektiska teologi vill först och främst poängtera avståndet mellan Gud och människa, detta som sagt gentemot Schleiermacher och liberalteologins antropocentriska Gud, den Gud som utgår från människans förnuft och erfarenhet och som således inte är Gud utan, som Ludwig Feuerbach ansåg, en mänsklig projektion, en avgud helt enkelt. Gud är något "ganz anders" ('helt annat') än våra föreställningar om Gud, och Gud uppenbarar sig "senkrecht von oben" ('lodrätt från ovan'). Men dialektikens betonande av avstånd upphäver inte relationen mellan Gud och människa, tvärtom, dialogen sker i relation. Centrum för denna dialog är Ordet, Logos, inte in abstracto utan förkroppsligat, inkarnerat, nära och konkret. Jesus Kristus är dialogens centrum, dess subjekt och objekt, pakten genom vilken Gud i nåd har ingått ett förbund med människan utan att på något sätt vara bunden till människan. Det finns ingen Gud bortom Jesus. Men i Jesus är å andra sidan Gud verkligen med oss.
Det finns många riktningar inom så kallad dialektisk teologi. Barth distanserade sig efter hand allt mer från kända dialektiska teologer som Emil Brunner och Friedrich Gogarten. Han sade "Nej!" till Brunners naturliga teologi och analogin mellan Gud och skapelsen. Han sade också nej till Rudolf Bultmanns avmytologisering. Inte för att han var motståndare till avmytologisering i sig, utan tvärtom för att han såg mytologin snarare i de mänskliga systemen (till exempel i nazismen) än i Bibeln. Jesus Kristus är för Barth motsatsen till myten.

### Analogia fidei
Från romersk-katolskt håll (och kanske mer oreflekterat från annat håll) har Barth ofta anklagats för avsaknaden av en analogi mellan skapare och skapelse, mellan Gud och människa. Men om man studerar Barths dialektik ser man att det är en uddlös kritik. Det Barth säger är att det inte finns någon naturlig anknytningspunkt mellan människa och Gud, anknytningen sker alltid på Guds initiativ och nåd. Barth förmedlar detta i tanken om trons analogi, analogia fidei, och sätter upp den gentemot en analogia entis, d.v.s. det skapade varats analogi med skaparen.
- αναλογια της πιστεως – analogia fidei – trons analogi (Romarbrevet 12:6)

### Guds nådeval
Läran om Guds utkorelse eller Guds nådeval är central i Karl Barths teologi. Han kallar den för "summan av evangeliet" eller "evangeliet in nuce". Barths kristocentriska teologi är här som tydligast. Denna centrala dogm måste förstås mot bakgrund av den klassiska läran om utkorelsen, så som den kommer till uttryck hos exempelvis Jean Calvin. Calvin menade att Gud i sin allmakt och vishet, före världens skapelse, har utvalt somliga människor till frälsning och andra till förtappelse. Det är därmed en dubbel predestination. Barth talade också om en dubbel predestination, men med en helt annorlunda betydelse. Gud har valt ut en människa, Jesus Kristus, till att både uppleva förtappelse och frälsning. Men genom Jesus är alla människor utvalda till frälsning eftersom Jesus inte bara är den utvalda, utan också den som utväljer. I Jesu död och uppståndelse blir det tydligt att Gud av evighet har tagit ställning för människan. Vi behöver bara acceptera detta i tro och tacksamhet.
Barth har ofta kritiserats för att han skulle företräda apokatastasisläran, det vill säga idén om att alla människor blir frälsta. Detta är dock en missuppfattning. Barth menade att kyrkan inte ska predika apokatastasis, eftersom det ligger utanför hennes kunskapsområde. Däremot finns det hos Barth ett tydligt fokus på Guds handlande i frälsningen. I detta sammanhang citerar Barth en av sina teologiska favoriter, holländaren Koehlbruegge, som fick frågan om när han blev frälst. "På Golgata", svarade han. Det är enligt Barth varje kristens enda möjliga svar. Det var där och då människan räddades, på grund av vad Jesus gjort för oss. Barth hade också en ovilja att dela in människor i kristna och icke-kristna. Gud är verkligen alla människors Gud, och ingen sekt-Gud. Det Gud har gjort i Jesus Kristus är något universellt.
Barths brytning med liberalteologin och naturlig teologi är också tydlig i denna dogm om den dubbla predestinationen. Denna lära utgår nämligen inte från människans spekulationer eller önsketänkande, utan från Guds uppenbarelse till mänskligheten, som är evangeliet i dess fullhet.
- εκλογην χαριτος – Gottes Gnadenwahl – Guds nådeval (Romarbrevet 11:5)

Endast en mycket liten del av Barths skrifter finns översatt till svenska, men däremot är större delen tillgänglig på engelska.